# Vic Akers
Victor David Akers, detto Vic (Londra, 24 agosto 1946), è un allenatore di calcio ed ex calciatore inglese.

## Carriera

### Giocatore
Ha giocato nella terza e nella quarta divisione inglese.

### Allenatore
Per più di vent'anni ha allenato l'Arsenal Ladies.

## Palmarès

### Allenatore

#### Competizioni nazionali
- FA Women's Premier League National Division: 9

Arsenal Ladies: 1992–1993, 1994–1995, 1996–1997, 2000–2001, 2001-2002, 2003-2004, 2004–2005, 2005-2006, 2006–2007, 2007-2008, 2008–2009
- FA Women's Cup: 10

Arsenal Ladies: 1992-1993, 1994-1995, 1997-1998, 1998-1999, 2000-2001, 2003-2004, 2005-2006, 2006-2007, 2007-2008, 2008-2009

#### Competizioni internazionali
- UEFA Women's Cup: 1

Arsenal Ladies: 2006-2007